# Lucio Albirosa
Lucio Albirosa (28 de abril de 1982 (42 años) es un poeta, escritor, gestor cultural argentino. Escribe desde muy pequeño. 

## Trayectoria
En el año 2013 fue elegido como uno de los "10 Jóvenes Escritores Argentinos" por la Editorial "Mis Escritos", Bs As (acto que ameritó reconocimiento de la Cámara de Diputados de Mendoza). Su trayectoria poética fue reconocida por el Municipio de Maipú, provincia de Mendoza. Representante provincial en el XIV Encuentro Nacional de Poesía con la Gente (55° Festival de Folklore Cosquín 2015) y en el XIV Encuentro Latinoamericano de Escritores "Madre de ciudades" de Santiago del Estero (2015), representó a Argentina en el "Word Festival of Poetry 2015".
Es autor de letras folclóricas. El compromiso social mediante la poesía le valió también un “Reconocimiento al Compromiso” por parte de la Biblioteca Pública Nacional Mariano Moreno. Su trayectoria fue también reconocida en Putaendo, Valparaíso, Chile, en marzo de 2016. En ese mismo año obtuvo el 2° Premio del Certamen Internacional de Narrativa “Vientos del desierto”, (Editorial Equinoxio); recibió mención especial en Narrativa del Certamen de poesía y narrativa “Voces del volcán”, (Tupungato, Mendoza); fue seleccionado para la Antología Federal del Consejo Federal de Inversiones, Antología del  “1° Encuentro Internacional de Escritores de Putaendo 2016” (Argentina-Chile), Microrrelatos Futbolísticos (Unidiversidad Literaria, España)  y Antología de la 6° Convocatoria Internacional de Poesía y Narrativa “Río de palabras”, (Editorial Mis escritos, Bs.As). 
Fue nominado en 2017 por la productora OBC para recibir la Distinción Nacional e Internacional “Arco de Córdoba” por su “Compromiso Social” mediante las letras. Coordinador de talleres literarios en contexto de encierro y bibliotecas de zonas urbano-marginales.
Su presentación del libro "Denuncia en llamas y otras manifestaciones" fue declarada de "Interés Legislativo" por la Cámara de Senadores de la provincia de Mendoza.

## Obra
- "El vuelo del régulo",[9]
- "Cartas para Bárbara",[10]
- "Poemas de sangre y tango"
- "El grito de las injusticias",[11]
- "¿Poemas informales?”
- "Poemas para un tren de olvido",[12]
- "El canto de las injusticias",[13][14]
- "Simplezas recopiladas",[15]
- "Poemas Cuervos"
- "Simplezas recopiladas"
- "Denuncia en llamas y otras manifestaciones"
- "El fuego de Juan Desdicha"
- "La venganza del olvido"
- "De arrozal y nostalgias"
- "Un niño nos habita"
- "Siluetas de canción"

Su obra “Denuncia en llamas” se hizo acreedora de la “Mención Especial” y “Mención de Honor” en el 55° Concurso Internacional de Poesía y Narrativa “Hermanando palabras” convocado por el Instituto Cultural Latinoamericano.
https://www.agenciapacourondo.com.ar/cultura/presentacion-de-denuncia-en-llamas-y-otras-manifestaciones-de-lucio-albirosa